# Jules de Goncourt

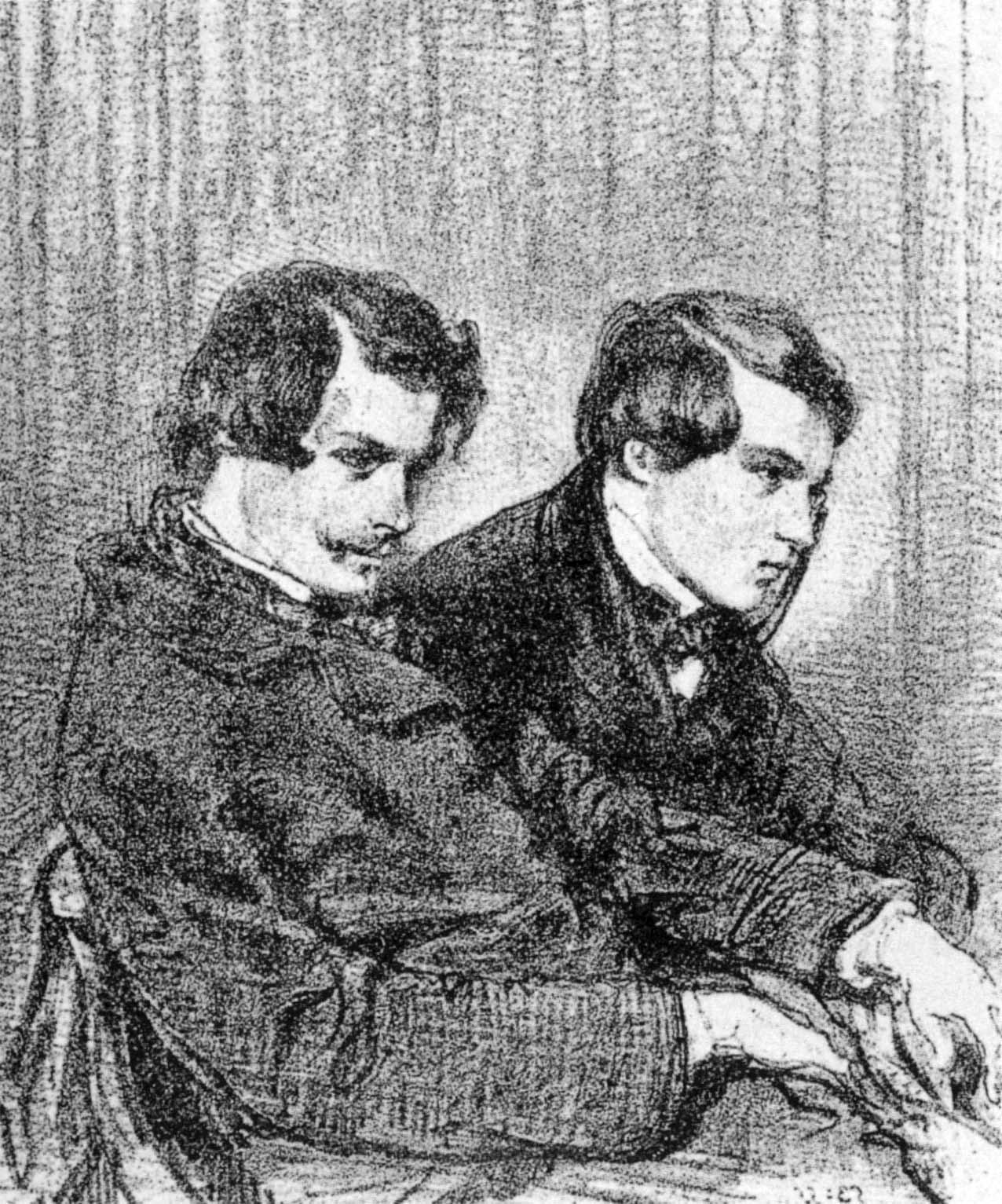

Jules de Goncourt (Paris, França, 17 de dezembro de 1830 – Paris, França, 20 de junho de 1870) foi um escritor francês, autor de romances, de críticas de arte de peças de teatro. Escreveu a quatro mãos com seu irmão Edmond uma parte considerável de sua obra, o que inclui o célebre Journal des Goncourt - Mémoires de la vie littéraire, desde 1851 até a sua morte, em 1870.

## Algumas das obras escritas com seu irmãoEdmond de Goncourt(1822-1896)
- Sœur Philomène (1861)
- Renée Mauperin (1864)
- Germinie Lacerteux (1865)
- Manette Salomon (1867)
- Madame Gervaisais (1869)